# The Castellows

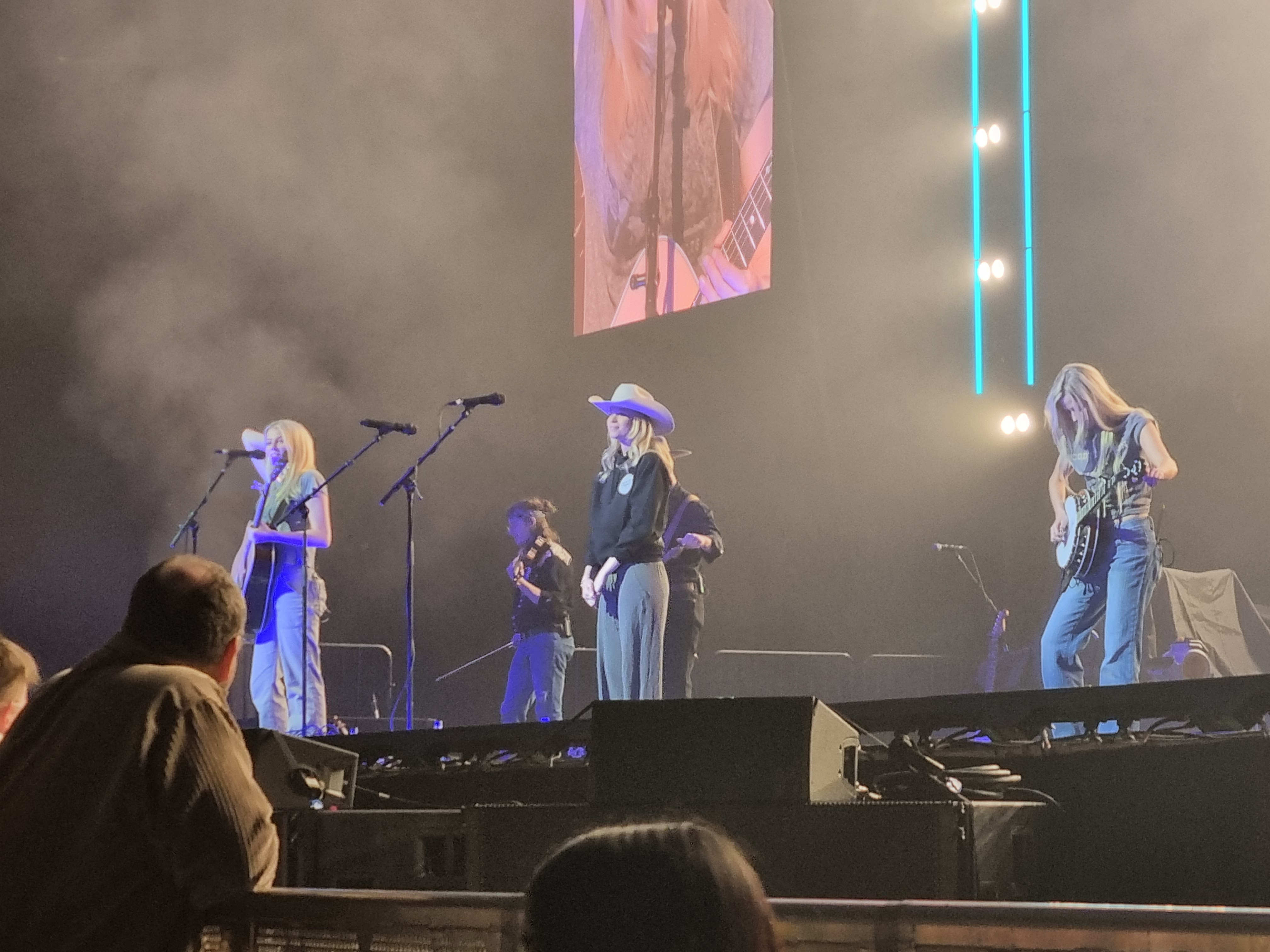
The Castellows tijdens C2C Country to Country Glasgow

The Castellows zijn een Amerikaans neotraditioneel countrymuziektrio bestaande uit de zussen Eleanor, Lily en Powell Balkcom. Eleanor en Powell zijn twee van een drieling, en Lily is hun jongere zus, ongeveer achttien maanden later geboren. De zussen groeiden op in Georgetown, Quitman County, Georgia. In 2023 verhuisden zij naar Nashville en tekenden zij een platencontract bij Warner Music Nashville en Warner Records. Hun eerste ep, A Little Goes a Long Way, werd uitgebracht op 9 februari 2024. De naam Castellow is afkomstig van de meisjesnaam van hun overgrootmoeder.

## Carrière
The Castellows kregen voor het eerst bekendheid in 2022 door het plaatsen van covers op Instagram en TikTok. In januari 2023 wekten zij de interesse van mensen uit de muziekindustrie. Hoewel de zussen aanvankelijk geen carrière in de muziek overwogen, besloten zij in maart van dat jaar toch serieus werk te maken van hun muzikale ambities. In het voorjaar van 2023 ontvingen zij belangstelling vanuit het hele land. In oktober 2023 tekenden zij een platencontract bij Warner Music Nashville en Warner Records. Hun debuutsingle No. 7 Road verscheen kort daarna. In november volgde een cover van Leon Everette's Hurricane, en in januari 2024 brachten zij I Know It'll Never End uit.
Op 9 februari 2024 verscheen hun eerste ep, A Little Goes a Long Way, geproduceerd door Trina Shoemaker. De single I Know It'll Never End werd genomineerd voor de prijs 'Digital-First Performance of the Year' bij de CMT Music Awards van 2024.